# Adolphe Lecours
Pour les articles homonymes, voir Lecours.
Joseph Adolphe Lecours est le deuxième entraîneur de l'histoire des Canadiens de Montréal (nommés Club Athlétique Canadien à l'époque). Il s'occupe de l'équipe alors que celle-ci évolue dans l'Association nationale de hockey en 1910-1911.

## Biographie
Il est né à Montréal dans la paroisse Sacré-Cœur-de-Jésus le 23 janvier 1878. Il était le fils de Joseph Lecours, cordonnier, et d'Adéline Duquette. Il s'est marié le 10 janvier 1898 avec Marie-Blanche Mazurette à la paroisse Sacré-Cœur-de-Jésus et ils ont eu cinq enfants. Dans sa jeunesse, il fut célèbre joueur joueur de la crosse. Il fut président du National de Montréal dans l'Association des athlètes amateurs de Montréal et dans l'Association canadienne de hockey en 1909-1910. À l'aube de la saison 1910-1911 de l'Association nationale de hockey, Lecours prend la suite de Jean-Baptiste Laviolette à titre d'entraîneur du Club Athlétique Canadien. Il est devenu ainsi le deuxième entraîneur de l'histoire du club alors que pendant la première saison du Club de hockey Canadien, Laviolette a occupé le poste de gérant général, entraîneur et capitaine.
L'équipe 1910-1911 du Club Athlétique Canadien a vu les débuts de Georges Vézina dans les buts. Ils ont terminé la saison avec huit victoires et huit défaites, le deuxième meilleur total. Le Club Athlétique Canadien n'a pas pu se qualifier pour la finale de la Coupe Stanley car seule l'équipe qui a remporté le championnat de l'ANH pouvait se qualifier. Le Club de hockey d'Ottawa a remporté le Trophée O'Brien et il a eu accès à la finale de la Coupe Stanley. En 1911-1912, Adolphe Lecours est remplacé par Napoléon Dorval derrière le banc de l'équipe,.
Il est mort le 6 juillet 1955 à l'Hôpital Reddy Memorial de Westmount et il a été inhumé au cimetière Notre-Dame-des-Neiges.

## Statistiques
| Saison    | Équipe                | Ligue |    | PJ | V | D                 |  | Classement |
| 1910-1911 | Canadiens de Montréal | ANH   | 16 | 8  | 8 | Deuxième sur cinq |  |            |